# Бокша (Валча)
Бокша (рум. Bocșa) насеље је у Румунији у округу Валча у општини Мачука. Oпштина се налази на надморској висини од 309 m.

## Становништво
Према подацима из 2002. године у насељу је живело 240 становника, од којих су сви румунске националности.